# 金子重之輔
金子 重之輔（かねこ しげのすけ）は幕末の長州藩士である。名は重輔とも。

## 経歴
長門国阿武郡紫福村商人・茂左衛門とつるの長男として生まれる。後に足軽の金子家の養子となる。幼時より白井小助、次いで土屋蕭海に学び嘉永6年（1853年）、家業を嫌って江戸に出て長州藩邸の雑役となる。
同年、熊本藩士・永島三平を伝にして吉田松陰と出会いその弟子となる。嘉永7年（1854年）、アメリカ合衆国の東インド艦隊再来に際して松陰と共に渡米を計画して藩邸を脱走。鳥山確斎の私塾に寄宿して、世界地誌を学びながら機会を窺った。
日米和親条約が締結されると松陰と共に下田へ赴いて米艦に乗り込もうとするがアメリカ側に拒否されたためにやむなく計画を中止、自首した。伝馬町牢屋敷に収容後、国許に蟄居の判決を受け、幕吏によって萩へ檻送され安政2年（1855年）、士分以外の者が入る岩倉獄で病没した。享年25（満23歳没）。
明治44年（1911年）、正五位を追贈された。
金子重之輔の像は、吉田松陰誕生地にある松陰の銅像のそばで松陰を見上げる姿で残っている。

## 登場する主な作品
- 花神 - 1977年、NHK、演：岡本信人
- 龍馬伝 - 2010年、NHK、演：尾関伸嗣
- 花燃ゆ - 2015年、NHK、演：泉澤祐希